# Peptidaza-1 (gnjida)
Peptidaza-1 (gnjida) (EC 3.4.22.65, alergen Der f 1, alergen Der p 1, antigen Der p 1, antigen Eur m 1, antigen Pso o 1, glavni vašni fekalni alergen Der p 1, Der p 1, Der f 1, Eur m 1, endopeptidaza 1 (vaš)) je enzim. Ovaj enzim katalizuje sledeću hemijsku reakciju
Endopeptidazazno dejstvo sa širokom specifičnošću
Ovaj enzim, izveden iz kućne grinje, je glavna komponenta alergijskog imunog responsa.

## Spoljašnje veze
- Peptidase+1+(mite) на 